# Фред Саберхаген
Фред Томас Саберхаген (на английски: Fred Thomas Saberhagen) е американски писател на научна фантастика и фентъзи. Най-известен е със серията си „Берсеркер“ (Berserker).

## Биография и творчество
Роден е на 18 май 1930 г. в Чикаго.
Умира на 29 юни 2007 г. в Албакърки от рак на простатата.

### Серия „Дракула“ (Vlad Tepes)
1. The Dracula Tape (1975)
2. The Holmes-Dracula File (1978)
3. An Old Friend of the Family (1979)
4. Thorn (1980)
5. Dominion (1982)
6. A Matter of Taste (1990)
7. A Question of Time (1992)
8. Seance for a Vampire (1994)
9. A Sharpness on the Neck (1996)
10. A Coldness in the Blood (2002)

#### Разкази за Дракула
- From the Tree of Time (1982)
- Box Number Fifty (2001)

### Серия за Арднех

#### Серия „Империята на Изтока“ (Empire of the East)
1. The Broken Lands (1968)
2. The Black Mountains (1971)
3. Changeling Earth (1973) – издаден и като „Ardneh's World“

#### Книги на мечовете
| Първо издаване | Заглавие в оригинал       | Заглавие на български   | Издания на български                                                                     | Бележки |
| -------------- | ------------------------- | ----------------------- | ---------------------------------------------------------------------------------------- | ------- |
| 1983           | The First Book of Swords  | Първа книга на мечовете | 2004 – „Първите мечове“ Издателство: „Бард“. Превод: Милена Илиева. (ISBN 954-585-580-0) |         |
| 1983           | The Second Book of Swords | Втора книга на мечовете | 2004 – „Първите мечове“ Издателство: „Бард“. Превод: Милена Илиева. (ISBN 954-585-580-0) |         |
| 1984           | The Third Book of Swords  | Трета книга на мечовете | 2004 – „Първите мечове“ Издателство: „Бард“. Превод: Милена Илиева. (ISBN 954-585-580-0) |         |

#### Серия „Книги за изгубени мечове“ (Books of Lost Swords)
1. Woundhealer's Story (1986)
2. Sightblinder's Story (1987)
3. Stonecutter's Story (1988)
4. Farslayer's Story (1989)
5. Coinspinner's Story (1989)
6. Mindsword's Story (1990)
7. Wayfinder's Story (1992)
8. Shieldbreaker's Story (1994)

#### An Armory of Swords (1995)
„An Armory of Swords“ е антология, в която присъства една повест на Саберхаген, но всички произведения са логически свързани със серията. Фред Саберхаген е също така и редактор на антологията.
- Фред Саберхаген – Blind Man's Blade (1995) – повест
- Уолтър Джон Уилямс – Woundhealer (1995) – повест
- Джийн Бостуик – Fealty (1995) – повест
- Робърт Е. Вардеман – Dragon Debt (1995) – повест
- Томас Саберхаген – The Sword of Aren-Nath (1995) – повест
- Пати Нейгъл – Glad Yule (1995) – новела
- Майкъл Стакпол – Luck of the Draw (1995) – повест
- Сейдж Уокър – Stealth and the Lady (1995) – повест

### Берсеркер
| Първо издаване | Заглавие в оригинал   | Заглавие на български   | Издания на български                                                        | Бележки                      |
| -------------- | --------------------- | ----------------------- | --------------------------------------------------------------------------- | ---------------------------- |
| 1967           | Berserker             | Машина - убиец          | 1995 – Издателство: „Офир“. Превод: Кънчо Кожухаров.                        | сборник кратки творби        |
| 1969           | Brother Assassin      | Брат Берсеркер          | 1994 – Издателство: „Офир“. Превод: Галин Йорданов.                         |                              |
| 1975           | Berserker's Planet    | Планетата на Берсеркера | 1998 – Издателство: „Офир“. Превод: Тинко Трифонов.                         |                              |
| 1979           | Berserker Man         | Човекът Берсеркер       | 1999 – Издателство: „Офир“. Превод: Григор Попхристов. (ISBN 954-8811-13-8) |                              |
| 1979           | The Ultimate Enemy    |                         |                                                                             | сборник                      |
| 1985           | Berserker Base        |                         |                                                                             | антология с гостуващи автори |
| 1985           | The Berserker Throne  |                         |                                                                             |                              |
| 1985           | Berserker: Blue Death |                         |                                                                             |                              |
| 1993           | Berserker Kill        |                         |                                                                             |                              |
| 1997           | Berserker Fury        |                         |                                                                             |                              |
| 1998           | Shiva in Steel        |                         |                                                                             |                              |
| 2003           | Berserker's Star      |                         |                                                                             |                              |
| 2003           | Berserker Prime       |                         |                                                                             |                              |
| 2005           | Rogue Berserker       |                         |                                                                             |                              |

#### Машина – убиец (Berserker; 1967)
- Без мисъл (Without a Thought; 1963) – разказ
- Доброжив (Goodlife; 1963) – повест
- Покровител на изкуствата (Patron of the Arts; 1965) – разказ
- Миротворецът (The Peacemaker; 1964) – разказ
- Камънаците (Stone Place; 1965) – повест
- Какво направихме Т и аз (What T and I Did; 1965) – разказ
- Г-н Палячо (Mr. Jester; 1966) – разказ
- Маската на червеното отместване (Masque of the Red Shift; 1965) – повест
- Знакът на вълка (Sign of the Wolf; 1965) – разказ
- В храма на Марс (In the Temple of Mars; 1966) – повест
- Лицето на дълбините (The Face of the Deep; 1966) – разказ

#### The Ultimate Enemy (1979)
- The Smile (1977) – повест
- Pressure (1967) – разказ
- The Annihilation of Angkor Apeiron (1975) – разказ
- Inhuman Error (1974) – разказ
- Some Events at the Templar Radiant (1979) – повест
- Starsong (1968) – разказ
- Smasher (1978) – повест
- The Game (1977) – разказ
- Wings Out of Shadow (1974) – повест

#### Berserker Base (1985)
- Фред Саберхаген – Prisoner's Base (1985) – разказ
- Стивън Доналдсън – What Makes Us Human (1984) – повест
- Фред Саберхаген – Friends Together (1985) – разказ
- Кони Уилис – With Friends Like These (1985) – повест
- Фред Саберхаген – The Founts of Sorrow (1985) – разказ
- Роджър Зелазни – Itself Surprised (1984) – повест
- Фред Саберхаген – The Great Secret (1985) – разказ
- Пол Андерсън – Deathwomb (1983) – повест
- Фред Саберхаген – Dangerous Dreams (1985) – разказ
- Едуард Браянт – Pilots of the Twilight (1984) – новела
- Фред Саберхаген – Crossing the Bar (1985) – разказ
- Лари Нивън – A Teardrop Falls (1983) – разказ
- Фред Саберхаген – Berserker Base (1985) – разказ

### Серия „Книги на Боговете“ (Books of the Gods)
1. The Face of Apollo (1998)
2. Ariadne's Web (2000)
3. The Arms of Hercules (2000)
4. God of the Golden Fleece (2001)
5. Gods of Fire and Thunder (2002)

### Романи
| Първо издаване | Заглавие в оригинал     | Заглавие на български | Издания на български                                                                                 | Бележки                      |
| -------------- | ----------------------- | --------------------- | --- | ---------------------------- |
| 1964           | The Golden People       |                       | |                              |
| 1965           | The Water of Thought    |                       | |                              |
| 1976           | Specimens               |                       | |                              |
| 1978           | The Veils of Azlaroc    |                       | |                              |
| 1981           | The Mask of the Sun     |                       | |                              |
| 1981           | Octagon                 | Октагон               | 1995 – Издателство: „Бард“. Превод: Крум Бъчваров.                                                   |                              |
| 1982           | Coils                   | Намотки               | 1996 – Издателство: „Мега“. Превод: Валентин Кръстев.                                                | съавторство с Роджър Зелазни |
| 1983           | A Century of Progress   |                       | |                              |
| 1986           | The Frankenstein Papers |                       | |                              |
| 1988           | The White Bull          |                       | |                              |
| 1990           | The Black Throne        | Черният трон          | 2000 – Издателство: „Офир“. Превод: Силвия Вълкова, Светлана Комогорова – Комо. (ISBN 954-8811-19-7) | съавторство с Роджър Зелазни |
| 1992           | Bram Stoker's Dracula   |                       | | съавторство с Джеймс Харт    |
| 1995           | Dancing Bears           |                       | |                              |
| 1995           | Merlin's Bones          | Костите на Мерлин     | 1996 – Издателство: „Дамян Яков“. Превод: Светлана Комогорова – Комо. (ISBN 954-527-055-1)           |                              |
| 1999           | The Arrival             |                       | |                              |

### Сборници
- The Book of Saberhagen (1975)
- Empire of the East (1979)
- Saberhagen: My Best (1987)
- Of Berserkers, Swords and Vampires (2009)

#### The Book of Saberhagen (1975)
- The Long Way Home (1961) – разказ
- Planeteer (1961) – повест
- Volume PAA-PYX (1961) – разказ
- Seven Doors to Education (1961) – разказ
- Deep Space (1975) – разказ
- Pressure (1967) – разказ (от серията Берсеркер)
- Starsong (1968) – разказ (от серията Берсеркер)
- Calendars (1974) – разказ
- Young Girl at an Open Half-Door (1968) – разказ
- What Do You Want Me To Do To Prove Im Human Stop (1974) – разказ (от серията Берсеркер)

#### Earth Descended (1981)
- Young Girl at an Open Half-Door (1968) – разказ
- Adventure of the Metal Murderer (1980) – разказ (от серията Берсеркер)
- Earthshade (1981) – повест
- The White Bull (1976) – повест
- Calendars (1974) – разказ
- Wilderness (1976) – разказ
- Patron of the Arts (1965) – разказ (от серията Берсеркер)
- To Mark the Year on Azlaroc (1976) – разказ
- Victory (1979) – разказ
- Birthdays (1976) – новела
- Recessional (1980) – разказ
- Where Thy Treasure Is (1981) – разказ

#### Saberhagen: My Best (1987)
- The Graphic of Dorian Gray (1987) – повест
- Birthdays (1976) – новела
- The Long Way Home (1961) – разказ
- Smasher (1978) – повест (от серията Берсеркер)
- The White Bull (1976) – повест
- Wilderness (1976) – разказ
- The Peacemaker (1964) – разказ (от серията Берсеркер)
- Victory (1979) – разказ
- Goodlife (1963) – повест (от серията Берсеркер)
- Young Girl at an Open Half-Door (1968) – разказ
- Adventure of the Metal Murderer (1980) – разказ (от серията Берсеркер)
- From the Tree of Time (1982) – разказ
- Inhuman Error (1974) – разказ (от серията Берсеркер)
- Martha (1976) – разказ
- Intermission (1982) – разказ
- Ten-Word Autobiography (1987) – есе
- Earthshade (1981) – повест
- Recessional (1980) – разказ